# Massimo Popolizio

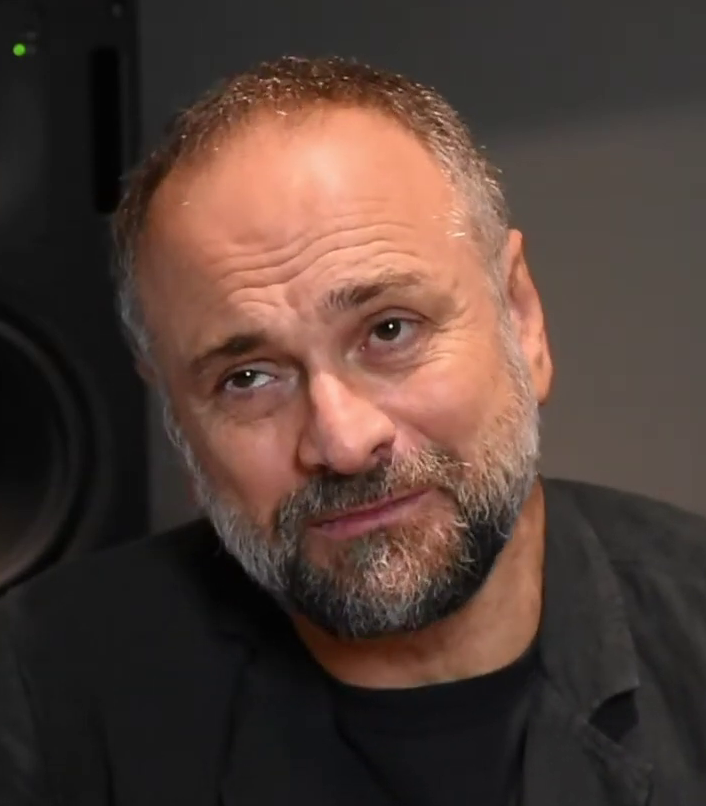
Massimo Popolizio, 2017

Massimo Popolizio (* 4. Juli 1961 in Genua) ist ein italienischer Schauspieler, Theater- und Opernregisseur und Synchronsprecher.

## Leben und Wirken
Massimo Popolizio wuchs in Genua auf. Er absolvierte bis 1983 in Rom eine Schauspielausbildung an der Accademia nazionale d’arte drammatica in Rom. Sein Debüt am Theater hatte er in Brechts Die Heilige Johanna der Schlachthöfe In Italien stand er dann an verschiedenen Theatern auf der Bühne. Er hat 20 Jahre lang mit dem Regisseur Luca Ronconi zusammengearbeitet. 1995 gewann er mit dem Premio Ubu den wichtigsten italienischen Theaterpreis als bester Schauspieler für seine Performance in König Lear und in Peer Gynt.
Seit 1983 hat Popolizio bislang in mehr als 50 Film- und Fernsehproduktionen als Schauspieler vor der Kamera mitgewirkt. Einem internationalen Publikum bekannt wurde er auch 2018 durch seine Darstellung von Benito Mussolini in dem Film Sono Tornato.
2018 hatte er sein Debüt als Opernregisseur mit einer Inszenierung von Verdis Oper I masnadieri am Teatro dell’Opera in Rom.
Popolizio ist zudem als Synchronsprecher aktiv und ist die italienische Stimme u. a. von Tom Cruise, Bruce Willis, Ralph Fiennes, Daniel Auteuil oder Ulrich Mühe. In der deutschen Synchronfassung wurde Popolizio unter anderem von Detlef Bierstedt, Erich Räuker oder Michael Iwannek gesprochen. Für die Synchronisation von Kenneth Branagh in dessen Hamlet-Verfilmung wurde er mit dem Nastro d’Argento ausgezeichnet.
Popolizio lebt in Rom.

## Preise und Auszeichnungen
- 1995: Premio Ubu für William Shakespeares King Lear und Peer Gynt nach Henrik Ibsen Drama Peer Gynt
- 2001: Premio Ubu für Carlo Goldonis Due gemelli veneziani
- 2006: Eschilo d’Oro
- 2008: E.T.I. Gli Olimpici del Teatro als bester Hauptdarsteller in Ritter, Dene, Voss von Thomas Bernhard.
- 2015: Premio Ubu für The Lehman Trilogy
- 2017: Le Maschere del Teatro Italiano Award als bester Schauspieler[3]

Popolizio gewann zweimal das Nastro d’Argento des Italian National Syndicate of Film Journalists, für das er sechsmal nominiert war.

## Theater (Auswahl)
- 1983: Die Heilige Johanna der Schlachthöfe von Bert Brecht, Regie Luca Ronconi
- 1986: Torquato Tasso von Johann Wolfgang Goethe, Regie Cesare Lievi
- 1987: Die Möwe von Anton Tschechow, Regie Massimo Castri
- 1988: Aias von Sophokles, Regie Antonio Calenda
- 1990: Die Braut von Messina von Friedrich Schiller, Regie Elio De Capitani
- 1992: Die letzten Tage der Menschheit von Karl Kraus, Regie Luca Ronconi
- 1992: Maß für Maß von William Shakespeare, Regie Luca Ronconi
- 1991: Aminta von Torquato Tasso, Regie Luca Ronconi
- 1993: Venezia Salva von Simone Weil, Regie Luca Roncon
- 1995: Peer Gynt von Henrik Ibsen, Regie Luca Ronconi
- 1995: König Lear von William Shakespeare, Regie Luca Ronconi
- 1996: Die gräßliche Bescherung in der Via Merulana nach dem Roman von Carlo Emilio Gadda, Regie Luca Ronconi
- 2001: Die Brüder Karamasow nach Fjodor Dostojewski, Regie Luca Ronconi
- 2001: I Due Gemelli Veneziani von  Carlo Goldoni, Regie Luca Ronconi
- 2002: Lolita nach Vladimir Nabokov, Regie Luca Ronconi
- 2002: Die Bakchen von Euripides, Regie Luca Ronconi
- 2002: Die Frösche von Aristophanes, Regie Luca Ronconi
- 2003: Richard III. von William Shakespeare, Regie Árpád Schilling
- 2005: Professor Bernhardi von Arthur Schnitzler, Regie Luca Ronconi
- 2009: Cyrano de Bergerac von Edmond Rostand, Regie Daniele Abbado
- 2010: Der Menschenfeind von Molière, by Massimo Castri
- 2011: Blackbird von David Harrower, Regie Lluis Pasqual'
- 2012: John Gabriel Borkman von Henrik Ibsen, Regie Piero Maccarinelli
- 2014: Besuch bei dem Vater von Roland Schimmelpfennig, Regie Carmelo Rifici

## Filmografie (Auswahl)
- 1996: Wahlverwandschaften (Le affinità elettive), Regie Paolo und Vittorio Taviani
- 2005: Romanzo criminale, Regie Michele Placido
- 2009: Il Divo, Regie Paolo Sorrentino
- 2013: La Grande Bellezza, Regie Paolo Sorrentino
- 2018: Sono Tornato